# Elias Uzamukunda
Elias Uzamukunda (Kigali, 15 maggio 1991) è un ex calciatore ruandese, di ruolo attaccante.

## Carriera

### Nazionale
Nel 2006 ha esordito nella nazionale del suo Paese.

## Palmarès

### Club

#### Competizioni nazionali
- Campionato ruandese: 1

APR: 2007, 2009, 2010

#### Competizioni internazionali
- Coppa Kagame Inter-Club: 2

APR: 2007, 2010